# Можі-дас-Крузіс
23°31′22″ пд. ш. 46°11′35″ зх. д. / 23.52278° пд. ш. 46.19306° зх. д.
Можі-дас-Крузіс (порт. Mogi das Cruzes або Moji das Cruzes) — місто і муніципалітет в Бразилії, входить до штату Сан-Паулу. Складова частина міської агломерації Великий Сан-Паулу, однойменного мезорегіону та економіко-статистичного мікрорегіону Можі-дас-Крузіс. Населення муніципалітету становить 362 тис. мешканців (2007 рік, IBGE). Займає площу 725 км², щільність населення — 500,7 /км².
Місто розташоване за 40 км від центру міста Сан-Паулу та було засноване в 1560 році бандейрантами. З Сан-Паулу місто сполучають поїзди системи CPTM (лінія 11).

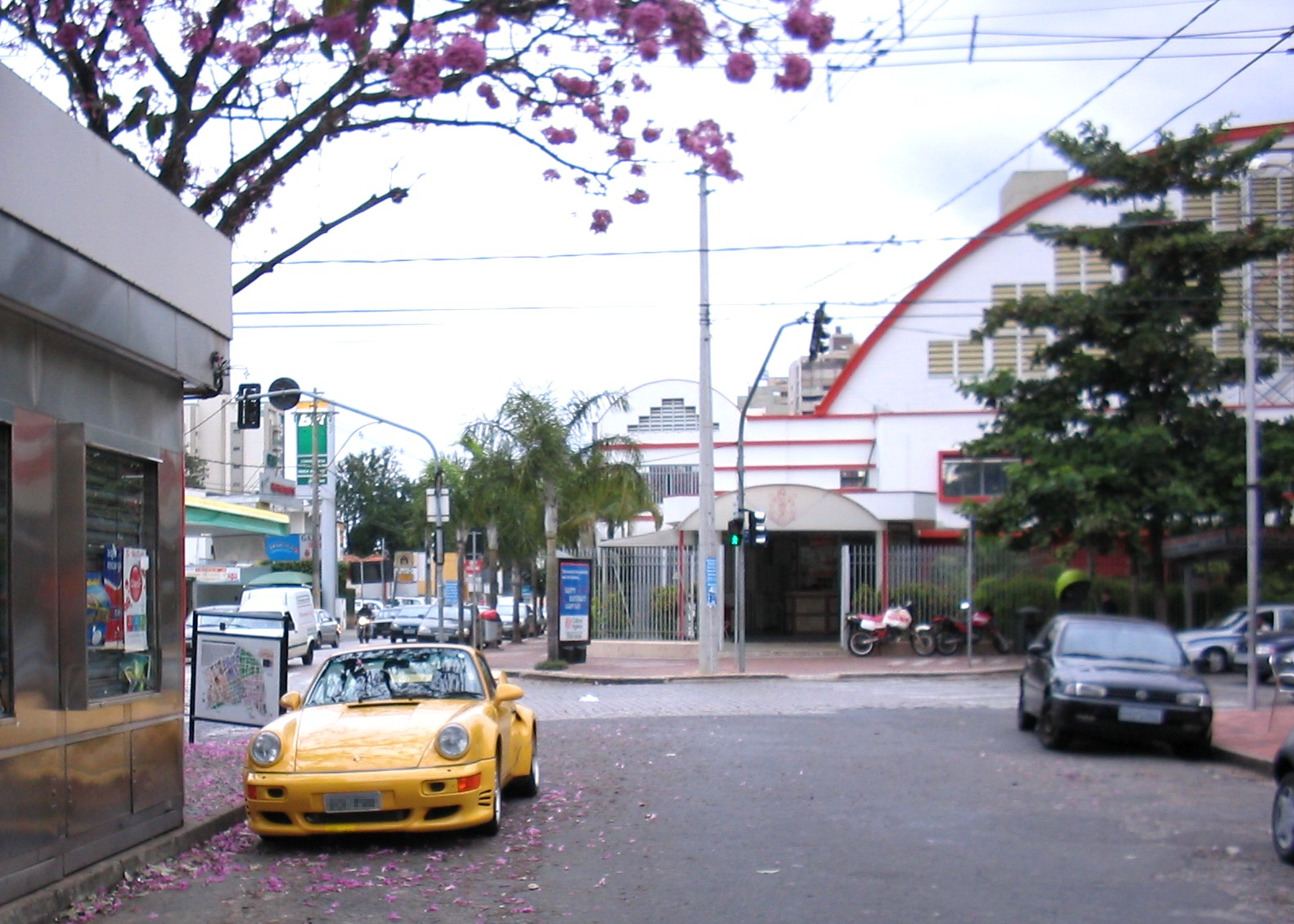
Можі-дас-Крузіс

## Ресурси Інтернету
- Сайт префектури [Архівовано 19 грудня 2008 у Wayback Machine.] (порт.)
- Universidade de Mogi das Cruzes [Архівовано 9 березня 2009 у Wayback Machine.] (порт.)
- Universidade Braz Cubas [Архівовано 11 березня 2009 у Wayback Machine.] (порт.)

| Бразилія | Це незавершена стаття з географії Бразилії. Ви можете допомогти проєкту, виправивши або дописавши її. |